# Liechtenstein na Letnich Igrzyskach Olimpijskich 2008
Liechtenstein na Letnich Igrzyskach Olimpijskich 2008 reprezentowało 2 zawodników.

## Kadra

### Lekkoatletyka

#### Mężczyźni
- maraton mężczyzn: Marcel Tschopp - wynik 2:35:06, 74. miejsce

### Strzelectwo

#### Mężczyźni
- karabin pneumatyczny 10 m (60 strzałów) mężczyzn: Oliver Geissmann - wynik 588, 34. miejsce (na 51 zawodników) (odpadł w eliminacjach)